# Шаєрменстаун (Пенсільванія)
Шаєрменстаун (англ. Shiremanstown) — місто (англ. borough) в США, в окрузі Камберленд штату Пенсільванія. Населення — 1634 особи (2020).

## Географія
Шаєрменстаун розташований за координатами 40°13′20″ пн. ш. 76°57′21″ зх. д. / 40.22222° пн. ш. 76.95583° зх. д. (40.222329, -76.955835).  За даними Бюро перепису населення США в 2010 році місто мало площу 0,77 км², уся площа — суходіл.

## Демографія
Згідно з переписом 2010 року, у селищі мешкало 1569 осіб у 715 домогосподарствах у складі 411 родини. Густота населення становила 2040 осіб/км².  Було 742 помешкання (965/км²).
Расовий склад населення:
| - 93,1 % — білих - 2,3 % — чорних або афроамериканців - 1,5 % — азіатів - 0,3 % — вихідців з тихоокеанських островів |

До двох чи більше рас належало 2,0 %. Частка іспаномовних становила 4,9 % від усіх жителів.
За віковим діапазоном населення розподілялося таким чином: 20,5 % — особи молодші 18 років, 62,8 % — особи у віці 18—64 років, 16,7 % — особи у віці 65 років та старші. Медіана віку мешканця становила 38,8 року. На 100 осіб жіночої статі у селищі припадало 91,8 чоловіків;  на 100 жінок у віці від 18 років та старших — 91,4 чоловіків також старших 18 років.
Середній дохід на одне домашнє господарство  становив 61 979 доларів США (медіана — 49 539), а середній дохід на одну сім'ю — 71 644 долари (медіана — 68 125). Медіана доходів становила 44 722 долари для чоловіків та 40 000 доларів для жінок. За межею бідності перебувало 6,0 % осіб, у тому числі 4,9 % дітей у віці до 18 років та 0,9 % осіб у віці 65 років та старших.
Цивільне працевлаштоване населення становило 820 осіб. Основні галузі зайнятості: освіта, охорона здоров'я та соціальна допомога — 23,4 %, роздрібна торгівля — 18,8 %, виробництво — 9,6 %, фінанси, страхування та нерухомість — 9,6 %.